# Reus (película)
Reus es una película guionada, producida y dirigida por Pablo Fernández, Eduardo Piñero y Alejandro Pi, realizada en coproducción con Brasil y Uruguay, y estrenada en abril de 2011.

## Argumento
En Montevideo, en el mítico barrio Reus hay una familia: La banda del Tano. Esta familia mantiene una lucha por el poder del barrio con los comerciantes de la zona, integrantes de la colectividad judía. El Tano es el líder de la familia, pero vive exiliado del Reus. Para el Tano lo más importante es recuperar el control del barrio y planea vengarse del pez gordo de los comerciantes, Don Elías.

## Elenco
- Camilo Parodi
- Micaela Gatti
- Luis Alberto Acosta
- Walter Etchandy
- Néstor Monasterio
- Gabriel Villanueva
- Cecilia Patrón
- Leopoldo Otero
- Diego Zalovich
- Carlos Ugalde
- Mauricio Navarro
- Ignacio Duré

## Premios y nominaciones
| Año  | Premio       | Categoría      | Dirigido       | Resultado | Fuente      |
| 2012 | Premios Iris | Mejor Película | Reus           | Nominada  | [ 4 ] [ 5 ] |
| 2012 | Premios Iris | Mejor Actor    | Alberto Acosta | Nominado  | [ 4 ] [ 5 ] |
| 2012 | Premios Iris | Mejor Actor    | Camilo Parodi  | Nominado  | [ 4 ] [ 5 ] |
| 2012 | Premios Iris | Mejor Actriz   | Micaela Gatti  | Nominada  | [ 4 ] [ 5 ] |